# 로보트론: 2084
로보트론: 2084(Robotron: 2084)는 유진 자비스와 래리 드마르가 개발한 다뱡항 진행형 슈팅 게임이다. 1982년 윌리엄스 일렉트로닉스에 의해 아케이드로 출시되었다. 이 게임의 배경은 2084년 로봇들이 인간들에 대항하는 가공의 세계이다. 로봇의 끝없는 공격을 막아내고 생존한 사람들을 구출해내고 가능한 많은 포인트를 얻는 것이 목적이다.